# Rowan Robertson
Rowan Robertson (22 de noviembre de 1971 en Cambridge, Reino Unido), es un guitarrista inglés de metal.

## Carrera
Rowan Robertson empezó a tocar la guitarra a la edad de cinco años. Desde temprana edad empezó a sentir interés en la banda Dio, por lo que empezó a aprender las canciones del álbum de 1984 The Last in Line. Más tarde sería guitarrista de dicha banda, participando en el disco Lock up the Wolves, de 1990, a la edad de 19 años. 
Actualmente vive en Los Ángeles, Estados Unidos.

## Influencias
Las influencias de Robertson en la guitarra son Jimi Hendrix, Steve Vai, Randy Rhoads, Vivian Campbell y Eddie Van Halen. Sus influencias musicales incluían a AC/DC, The Beatles, Deep Purple, The Police, entre otros.